# Luys de Narváez
Pour les articles homonymes, voir Narváez.
Luys de Narváez (né vers 1500 à Grenade et mort en 1555) est un vihueliste et compositeur espagnol.

## Biographie

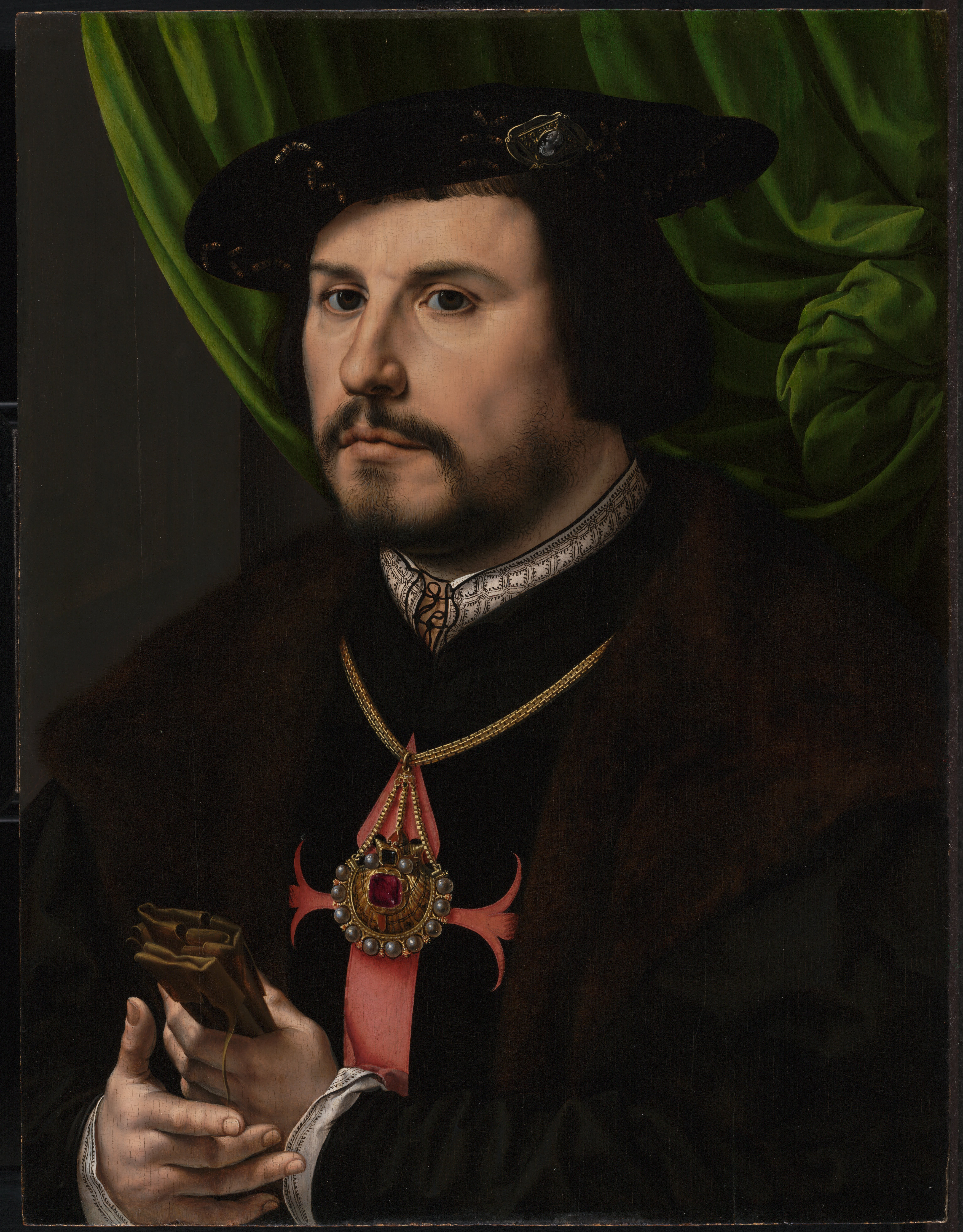
Francisco de los Cobos, peint par Jan Gossaert c. 1530.

À la fin des années 1520, il travaille pour Don Francisco de los Cobos à Valladolid, à qui il dédiera son ouvrage principal Los seys libros del delphin de música para vihuela (Les six livres du dauphin de musique pour vihuela), et il occupera ce poste jusqu'à la mort de ce dernier en 1547. Entre 1539 et 1540 il travaille au service des ducs de Medina Sidonia. Luys de Narváez est ensuite compositeur à la cour du Prince Philippe, futur roi d'Espagne en 1558 aux côtés du compositeur Antonio de Cabezón. Il assure également jusqu'en 1547 le poste de maître de chapelle et compose à ce titre des pièces polyphoniques vocales,.

## Œuvres

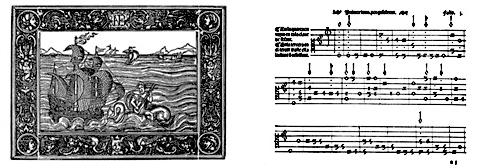
Page de titre et partition de l'ouvrage Los seys libros del delphín.

En 1538, Luys de Narváez publie Los Seys Libros del Delphín de música de cifras para tañer vihuela, un recueil de tablatures pour vihuela. Cet ouvrage contient des exemples des premières variations de l'histoire de la musique. Basé sur des chants grégoriens et des romances espagnoles, l'ouvrage inclut des arrangements et des fantaisies polyphoniques proches du style de l'école franco-flamande.

## Discographie
Siete diferencias sobre “Guardame las vacas” in Recital Anne Perret y Rodrigo de Zayas. APRZ